# Kajol

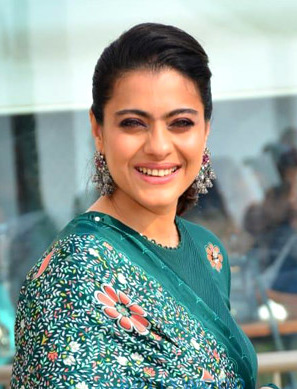
Kajol januari 2020.

Kajol (Kajol Devgan, född Mukherjee), född 5 augusti 1974 är en indisk skådespelare i Bollywood. Hon är gift med skådespelaren Ajay Devgan. Hennes mor och flera kusiner har också agerat på film. Hon har vunnit flera priser för sina filmer, bland annat fem "Best Actress" vid Filmfare Awards.
Kajol har medverkat i ett flertal filmer som t.ex. My Name Is Khan med rollen som Mandera.